# Eupatorium leptophlebium
Eupatorium leptophlebium là một loài thực vật có hoa trong họ Cúc. Loài này được (B.L.Rob.) Steyerm. mô tả khoa học đầu tiên năm 1953.